# Karl Wilhelm Demmer
Karl Wilhelm Demmer (* 18. März 1941 in Gummersbach; † 20. Februar 2019) war ein deutscher Arzt und Sanitätsoffizier. Er war Inspekteur des Sanitätsdienstes der Bundeswehr und saß seit 2003 im Präsidium des Deutschen Roten Kreuzes.

## Leben
Demmer wurde nach dem Abitur im Jahr 1961 als Grundwehrdienstleistender einberufen und schlug die Laufbahn als Offizier in der Fernmeldetruppe ein. 1964 verließ er die Bundeswehr und absolvierte von 1964 bis 1970 ein Studium der Medizin an der Rheinischen Friedrich-Wilhelms-Universität Bonn und der Universität zu Köln. Nach seiner Medizinalassistentenzeit wurde er 1971 als Arzt approbiert. 1972 folgte die Promotion. Anschließend wurde Demmer als Truppenarzt im Dienstgrad Stabsarzt beim Transportbataillon 801 in Köln in die Bundeswehr wiedereingestellt. Bis 1978 folgte die Ausbildung zum Facharzt für Chirurgie in Bergheim und Frechen und bis 1997 militärische Verwendungen als Dezernatsleiter im Heeresamt, als Divisionsarzt, als Territorialkommandoarzt, als Referatsleiter und Unterabteilungsleiter und Stellvertretender Inspekteur des Sanitätsdienstes der Bundeswehr im Bundesministerium der Verteidigung. Zwischenzeitlich erhielt er 1981 die Zusatzbezeichnung „Betriebsmedizin“. Als Referatsleiter InSan II 1 leitete er von 1992 bis 1993 den Einsatz der deutschen Sanitätstruppe im kambodschanischen Phnom Penh (UNTAC). 
Als Unterabteilungsleiter „Gesundheitswesen“ und als Stellvertretender Inspekteur wirkte er maßgeblich bei der Erarbeitung der Maxime des Sanitätsdienstes mit, den Soldaten im Auslandseinsatz eine sanitätsdienstliche Versorgung zuteilwerden zu lassen, die im Ergebnis dem fachlichen Standard in Deutschland entspricht. Bis zu seiner Versetzung in den Ruhestand am 31. März 2003 war er ab 1. Oktober 1997 Inspekteur des Sanitäts- und Gesundheitswesens im Rang Generaloberstabsarzt. Während seiner Amtszeit wurde der Dienstposten umbenannt in Inspekteur des Sanitätsdienstes. Als Inspekteur trug er entscheidend zur Transformation des Zentralen Sanitätsdienstes der Bundeswehr zu einem eigenständigen militärischen Organisationsbereich bei. Er initiierte den Kragenstecker, der bei Uniformträgern aller Teilstreitkräfte die Zugehörigkeit zum Zentralen Sanitätsdienst der Bundeswehr kennzeichnet.
Seit der Zurruhesetzung 2003 war er Bundesarzt im Präsidium des Deutschen Roten Kreuzes. 2004 wurde er Vorstandsmitglied der Deutschen Rettungsflugwacht. Seit 2009 war er Beauftragter für die zivil-militärische Zusammenarbeit beim DRK. Seit 2013 war er Vorsitzender des Förderkreises Darmstädter Signal. Er verstarb 2019 nach längerer Krankheit.

## Privates
Demmer war verheiratet, hatte einen Sohn und eine Tochter und war römisch-katholischen Glaubens.

## Auszeichnungen
- Verdienstkreuz des Minwarers der Verteidigung der Tschechischen Republik, I. Stufe[6]
- Verdienstkreuz 1. Klasse des Verdienstordens der Bundesrepublik Deutschland 1995
- Großes Verdienstkreuz des Verdienstordens der Bundesrepublik Deutschland